# Имперский колледж Лондона
Имперский колледж Лондона (англ. Imperial College London) — высшее учебное заведение в Южном Кенсингтоне, специализирующееся в науке, инженерии, медицине и бизнесе.
С 1907 по 2007 год Имперский колледж входил в состав Лондонского университета. Отделение колледжа в самостоятельное учреждение было приурочено к столетию его основания и произошло 8 июля 2007 года.

## История
Имперский колледж Лондона был учреждён в 1907 году на базе горной академии (основана в 1851 году), политехнического колледжа (основанного в 1881 году) и колледжа City&Guilds (основанного в 1884 году). В год празднования 100-летия колледж был выделен в самостоятельный университет. По версии лондонской газеты The Times, занимает 6-е место в списке 200 лучших университетов мира в 2008 и 5-е место в 2009 году. Входит в состав элитной Группы «Рассел».
В 2005 году в Имперском колледже Лондона открылась собственная бизнес-школа, которая была названа в честь американского бизнесмена японского происхождения Гари Танаки, который пожертвовал 27 миллионов фунтов стерлингов на строительство здания бизнес-школы. В 2009 году Гари Танака был арестован и приговорён к лишению свободы на 6 лет за махинации на фондовом рынке. В этот же год бизнес-школа была переименована из Tanaka Business School в Imperial College Business School. Здание бизнес-школы сохранило имя мецената и носит название Tanaka Building. В 2008 году бизнес-школа Имперского колледжа Лондона занимала 30-е место в рейтинге бизнес-школ Европы, но уже на следующий год поднялась на 16-е место.
Президентом Колледжа является профессор медицины Хью Брэди.

## СМИ
- Феликс (Felix) — студенческая газета. Первый выпуск вышел 9 декабря 1949 года[4], приняв на себя отчёты о мероприятиях колледжа. В качестве основного изображения на обложке первого выпуска была иллюстрация чёрно-белого кота[4], наиболее вероятно, что он и вдохновил создателей на название газеты. Имя Феликс также стало общепринятым названием домашних кошек, после популярного мультфильма «Кот Феликс».
- В 1995 году в университете была создана официальная газета «Репортер» (Reporter), она публикуется раз в три недели и в первую очередь направлена на сотрудников и учёных.

## Престижность
Имперский колледж входит в Золотой треугольник, представляющий собой группу самых элитных британских университетов также включающий в себя Оксфордский и Кембриджский университеты. Традиционно включается в списки самых престижных высших учебных заведений. Согласно рейтингам QS World University ranking (2013) и Times Higher Education World University Rankings (2013) университет входит в десятку лучших вузов мира.